# Кувельо
Кувѐльо (на италиански: Cuveglio; на ломбардски: Cüvèj, Кювей) е малко градче и община в Северна Италия, провинция Варезе, регион Ломбардия. Разположено е на 294 m надморска височина. Населението на общината е 3348 души (към 2017 г.).